# Puńscy
Puńscy – ród Tatarów litewskich, którego protoplastą był nieznany z imienia syn chana krymskiego Nur-Dewlet Gireja. Po przybyciu na Litwę w 1480 roku otrzymał z nadania Kazimierza Jagiellończyka zamek w Puniach nad Niemnem. Oprócz tego należały do niego Dudziszki, Wyszkiszki i inne.
Jego synami byli Temruka i Janbek. Syn Janbeka, Islam Janbekowicz Sołtan Puński, od 1568 roku był rotmistrzem chorągwi tatarskiej Zygmunta Augusta i Stefana Batorego. Nagrodzony za męstwo w 1576 roku otrzymał wieś Januszkowo.  Rotmistrz Machmeć Puński, bratanek Janbeka, zginął w walce z Turkami w 1621 pod Chocimiem.
W drugiej połowie XVII wieku ród wymarł.